# Meunasah Mancang (Lhoksukon)
Meunasah Mancang is een bestuurslaag in het regentschap Aceh Utara van de provincie Atjeh, Indonesië. Meunasah Mancang telt 677 inwoners (volkstelling 2010).